# Juan Antonio Peribonio
Juan Antonio Peribonio Poduje (5 de febrero de 1966) es un abogado y político chileno, exmilitante de Renovación Nacional (RN). Durante el primer gobierno del presidente Sebastián Piñera se desempeñó como director nacional del Servicio Nacional del Consumidor (Sernac), entre 2010 y 2012, e intendente de la Región Metropolitana de Santiago, entre 2012 y 2014. Desde abril de 2020 preside el Consejo de Defensa del Estado (CDE), bajo el segundo gobierno de Sebastián Piñera.

## Biografía
Es hijo de Juan Peribonio Brajcic y de Marija Poduje Pusic.
Estudió su enseñanza media en el Liceo José Victorino Lastarria. Entre 1984 y 1988 estudió en la Facultad de Derecho de la Universidad de Chile, titulándose de abogado en 1992. Realizó un diplomado en Alta Dirección Municipal en la Universidad Adolfo Ibáñez, un diplomado en Administración y Gestión Pública en la Universidad de Chile y un programa académico impartido por Groupe HEC y la Cámara de Comercio de París (Francia).
En el ámbito privado, ha formado parte de distintos bufetes jurídicos en Chile: el estudio Peribonio, Duffey y Espinoza, entre 1995 y 2005; el estudio De la Maza y Cía., entre 2005 y 2010; y actualmente es socio de la consultora Peribonio, Del Río, Del Villar & Cía.

## Carrera pública

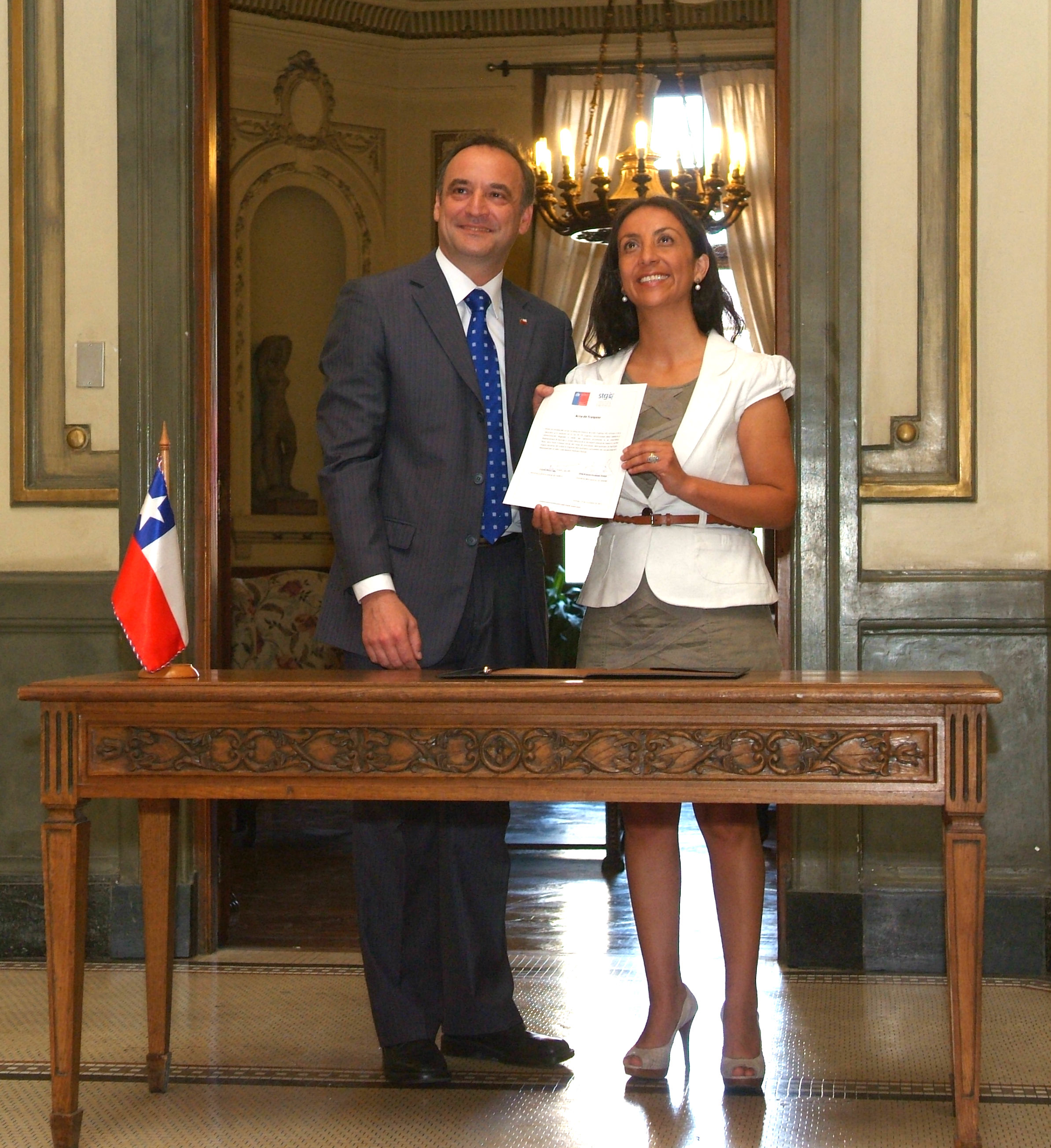
Peribonio asumiendo como intendente de Santiago, junto a su antecesora Cecilia Pérez.

En las elecciones municipales de 1996 fue elegido concejal por Las Condes, siendo reelecto en los comicios del año 2000. Paralelamente, en 1997, ejerció como director jurídico de la Municipalidad de Cerrillos. Tras perder la reelección como concejal en las elecciones municipales de 2004, continuó trabajando en la municipalidad de Las Condes como fiscal de la Corporación de Educación y Salud (2005-2008) y director de Desarrollo Comunitario (2008-2010).
En junio de 2010 asumió la dirección del Servicio Nacional del Consumidor (Sernac) como suplente, siendo confirmado en el cargo por el Sistema de Alta Dirección Pública en agosto de ese año. Su gestión se vio marcada por la implementación del Sernac Financiero y por la defensa de los consumidores en el llamado «caso La Polar», en el que dicha empresa del retail realizó repactaciones unilaterales a más de un millón de consumidores para maquillar sus balances, en lo que se conoce como uno de los mayores escándalos económicos del país. Por ello obtuvo el Premio Asociación de Abogados de Chile como el abogado más destacado del año 2012.
El 12 de noviembre de 2012 fue designado intendente de la Región Metropolitana de Santiago por el presidente Sebastián Piñera, cargo en donde se mantuvo hasta el 6 de marzo de 2014, cuando fue nombrado por Piñera como consejero del Consejo de Defensa del Estado de Chile (CDE). En ese organismo integra el Comité Civil. El 15 de abril de 2020, Piñera lo designó como presidente del CDE en reemplazo de María Eugenia Manaud. Desde esa fecha, debió renunciar a su militancia en Renovación Nacional (RN) para asumir dicho cargo.

## Historial electoral

### Elecciones municipales de 1996
- Elecciones municipales de 1996, para la alcaldía de Las Condes[9]

(Se considera a los candidatos que resultaron elegidos para el Concejo Municipal)
| Candidato                     | Pacto                          | Partido    | Votos  | %     | Resultado |
| ----------------------------- | ------------------------------ | ---------- | ------ | ----- | --------- |
| Joaquín Lavín Infante         | Unión por Chile                | UDI        | 86 702 | 77,76 | Alcalde   |
| Esteban Tomic Errázuriz       | Concertación por la Democracia | PDC        | 5538   | 4,97  | Concejal  |
| Ana María Illanes Oliva       | Unión por Chile                | RN         | 2224   | 1,99  | Concejala |
| Carlos Larraín Peña           | Unión por Chile                | Indep. RN  | 1642   | 1,47  | Concejal  |
| María de la Luz Herrera Cruz  | Unión por Chile                | Indep. UDI | 527    | 0,47  | Concejala |
| Juan Antonio Peribonio Poduje | Unión por Chile                | RN         | 241    | 0,22  | Concejal  |
| Francisco de la Maza Chadwick | Unión por Chile                | Indep. UDI | 202    | 0,18  | Concejal  |
| Mauricio Camus Valverde       | Unión por Chile                | Indep. UDI | 97     | 0,09  | Concejal  |

### Elecciones municipales de 2000
- Elecciones municipales de 2000, para la alcaldía de Las Condes [10]

(Se consideran sólo los candidatos que resultaron elegidos para el Concejo Municipal)
| Candidato                     | Pacto                          | Partido   | Votos  | %     | Resultado |
| ----------------------------- | ------------------------------ | --------- | ------ | ----- | --------- |
| Francisco de la Maza Chadwick | Alianza por Chile              | UDI       | 66 782 | 57,68 | Alcalde   |
| Carlos Larraín Peña           | Alianza por Chile              | Indep. RN | 20 674 | 17,86 | Concejal  |
| Julio Montt Momberg           | Concertación por la Democracia | PDC       | 13 011 | 11,24 | Concejal  |
| Isidoro Gorodischer Rapaport  | Concertación por la Democracia | PPD       | 6519   | 5,63  | Concejal  |
| María de la Luz Herrera Cruz  | Alianza por Chile              | UDI       | 1153   | 1,00  | Concejala |
| Juan Antonio Peribonio Poduje | Alianza por Chile              | RN        | 1010   | 0,87  | Concejal  |
| Mauricio Camus Valverde       | Alianza por Chile              | UDI       | 378    | 0,33  | Concejal  |
| Paul Krohmer Kraemer          | Alianza por Chile              | RN        | 499    | 0,43  | Concejal  |

### Elecciones municipales 2004
- Elecciones municipales de 2004, para el concejo municipal de Las Condes [11]

(Se consideran sólo candidatos con sobre el 2% de votos y candidatos electos como concejales, de un total de 18 candidatos)
| Candidato                     | Pacto        | Partido | Votos  | %     | Resultado |
| ----------------------------- | ------------ | ------- | ------ | ----- | --------- |
| Carlos Larraín Peña           | Alianza      | RN      | 23 102 | 22,18 | Concejal  |
| María De La Luz Herrera Cruz  | Alianza      | UDI     | 20 748 | 19,92 | Concejal  |
| José Antonio Rabat Vilaplana  | Alianza      | UDI     | 9331   | 8,96  | Concejal  |
| Mauricio Camus Valverde       | Alianza      | UDI     | 8739   | 8,39  | Concejal  |
| Hugo Unda Díaz                | Concertación | PPD     | 7321   | 7,03  | Concejal  |
| Felipe De Pujadas Abadie      | Concertación | PDC     | 7317   | 7,02  | Concejal  |
| Germán Schultz Krause         | Concertación | PDC     | 3891   | 3,74  |           |
| Carolina Uribe Gabler         | Alianza      | Ind. RN | 3287   | 3,16  | Concejal  |
| Juan Peribonio Poduje         | Alianza      | RN      | 3102   | 2,98  |           |
| Alejandro Sepúlveda Martín    | Alianza      | UDI     | 3027   | 2,91  | Concejal  |
| Michel Lavín Espinosa         | Concertación | PS      | 2779   | 2,67  |           |
| Francisco Javier Díaz Verdugo | Concertación | PS      | 2744   | 2,63  |           |